# 染色體不分離

1. 第一次減數分裂
2. 第二次減數分裂
3. 受精
4. 合子
左圖的藍色箭頭指第二次減數分裂中發生染色體不分離，右圖的綠色箭頭指第一次減數分裂中發生染色體不分離

染色體不分離（Nondisjunction）是指生物細胞分裂時，同源染色體或姊妹染色體未能成功分離的現象，由美國遺傳學家卡爾文·布里基斯和托马斯·亨特·摩尔根於1910年在黑腹果蠅細胞的性染色體上發現。染色體不分離包括第一次減數分裂時同源染色體不分離、第二次減數分裂時姊妹染色體不分離、以及有絲分裂時姊妹染色體不分離等三種情形。
染色體不分離會造成子細胞成為非整倍體，即多出一條染色體或（2n+1）或失去一條染色體（2n-1），若發生在減數分裂則可能造成子代發生非整倍體疾病，三體症（細胞具有3條該該對染色體）包括唐氏症、愛德華氏症候群、克氏综合征等；已知的單體症（細胞僅有1條該對染色體）則僅有透納氏症一種。
人類的非整倍體疾病較多是女性減數分裂時（特別是第一次減數分裂）發生染色體不分離所致，可能原因是卵母細胞減數分裂過程中，會在前期I停滯數年至數十年之久，可能為使姊妹染色體失去黏连蛋白而相互分離，進而使著絲點連接錯誤，相較之下精母細胞則會快速地完成整個減數分裂流程；另外精母細胞減數分裂時發生染色體互換的頻率高於卵母細胞，人類卵母細胞有超過10%有至少一對同源染色分體在聯會過程中沒有發生互換，而缺乏互換是造成染色體不分離的原因之一。有些物質（非整倍体诱变剂）可以促使細胞分裂時發生染色體不分離的現象，菸草即為一種非整倍体诱变剂，因此吸菸會提升染色體不分離的機率；另有研究顯示酒精、苯、氰戊菊酯、甲萘威等物質可能也是非整倍体诱变剂。
為避免細胞分裂時染色體不分離，細胞週期中有纺锤体组装检查点（SAC）以確保細胞中染色體均與紡錘體連接妥當後才活化促後期複合體（APC），使細胞分裂進入後期。